# Navadni volovski jezik
Navadni volovski jezik (znanstveno ime Anchusa officinalis) je zelnata trajnica iz družine srhkolistovk, izvorno razširjena v zmernih predelih Evrope do Kavkaza na meji z Azijo.
Ima močno, pokončno steblo, poraslo z dolgimi, štrlečimi dlakami. Na njem so spiralasto nameščeni listi, na dnu pecljati in proti vrhu manjši sedeči s široko zaokroženim dnom. Cvetovi so trobentasto razprostrti, 5–9 mm široki in z 1–2 cm dolgo venčno cevjo, ki je pri mladih cvetovih škrlatne in kasneje modrovijoličaste barve. Združeni so v ovršna socvetja.
Je travniška vrsta, uspeva pa tudi med kamenjem in ob poteh. Pogosto jo najdemo ob železniških progah in na nekošenih travnikih po vsej Sloveniji. Slovensko ime je zabeležil že Henrik Freyer sredi 19. stoletja.
Slovi predvsem kot dobra medovita rastlina, ugodna za pašo čebel, saj producira veliko nektarja in solidno količino peloda. Vrsta je bila vnešena tudi v Severno Ameriko, kjer se širi predvsem po severovzhodu ZDA in jo ponekod obravnavajo kot plevel.